# Класифікація вин регіону Сент-Емільйон

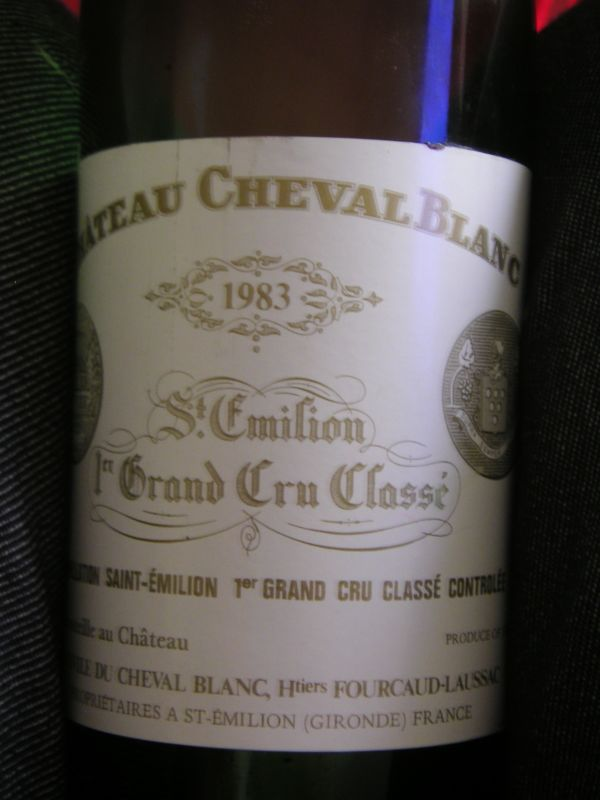
Cheval Blanc, вино категорії Перше гранд крю класу А

Усі вина Сент-Емільйон у виноробного регіону Бордо були вперше класифіковані у 1955 році. На відміну від Офіційної класифікації вин Бордо 1855 року, до якої входять вина регіону Медок та Грав і є практично незмінною з моменту її створення, класифікація вин регіону Сент-Емільйон переглядає список занесених господарств один раз на десять років, винятком є перегляд списку у 1986 році коли термін 10 років не було витримано. З моменту створення список господарств був переглянутий у 1969, 1986, 1996 і останній раз у 2006 році. Однак у 2006 році класифікацію визнали недійсною після серії судових позовів, в результаті чого, було поновлено класифікацію 1996 року, яку застосували для вин 2006—2009 років. 
Місцевий Syndicat Viticole почав розробляти класифікацію вин Сент-Емільйон ще у 1930 році, проте вона не була розроблена аж до 7 жовтня 1954 року, коли основні засади класифікації стали офіційними, після того як Національний інститут походження та якості погодився узяти на себе відповідальність за створену класифікацію. Перший список класифікації вин регіону Сент-Емільйон було опубліковано 16 червня 1955 року, після чого 7 серпня та 18 жовтня 1958 року було внесено деякі поправки.
У перший список увійшли 12 «Перших гранд крю» та 63 «Гранд крю».

## Суперечки відносно класифікації 2006 року

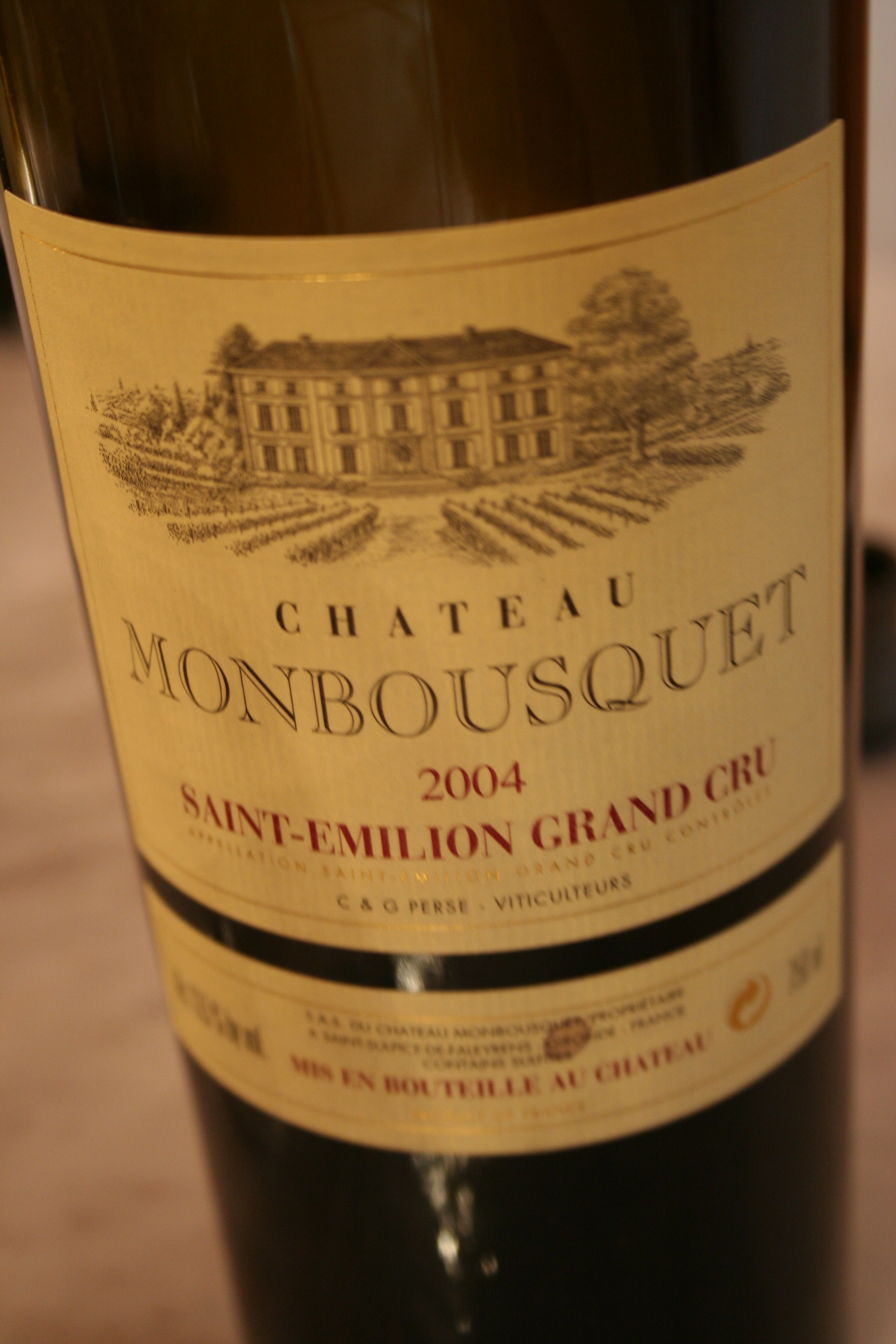
Château Monbousquet одне з господарств, яке було підвищене у класифікації 2006 року, а потім ненадовго втратило свій статус.

П'ята класифікація вин Сент-Емільйон оголошена у вересні 2006 року, яка включала в себе 15  марок «Перших гранд крю» та 46 марок «Гранд крю» була оскаржена в суді чотирма виробниками, яких було понижено в рейтингу — Château La Tour du Pin Figeac , Château Cadet Bon , Château Guadet та Château La Marzelle — результатом чого стало визнання класифікації 2006 року недійсною, та прийняття замість неї попередньої класифікації 1996 року. Правові спори були направлені на те, що деякі члени групи оцінювання вин мали корисливі інтереси (наприклад виступали як негоціанти деяких шато) і відповідно, їх можна запідозрити в упередженості оцінювання. 
Спочатку адміністративний суд Бордо, у березні 2007 року, оголосив класифікацію від 2006 року тимчасово призупиненою, а потім арбітражний суд міста Бордо призупинив дію класифікації 2006 року на невизначений термін. Після чого Державна Рада, французький вищий адміністративний суд рішенням від 12 листопада 2007 року відмінив призупинення класифікації 2006 року, тим самим відновлюючи її дію. Однак рішення не було остаточним, так як було визначено, що пониження чотирьох виробників не можуть бути достатньою причиною для призупинення дії класифікації в цілому. Справа була повернена в суд міста Бордо для розгляду окремих позовів зі сторони понижених господарств. 1 липня 2008 року цей суд постановив, що механізм дегустації вин, що застосовувався для класифікації 2006 року не був неупередженим, таким чином, знову усю класифікацію 2006 року було визнано недійсною.
Одразу після оголошення рішення суду, було підраховано, що подальший процес апеляції направленої на відновлення класифікації може зайняти більше двох років, та може мати невизначений результат. Це призвело до того, що Національний інститут походження та якості (регулюючий орган) запросив у Французького уряду надзвичайних повноважень для відновлення попередньої класифікації вин регіону Сент-Емільйон, що і було зроблено 11 липня 2008 року. Цим рішенням продовжили дію класифікації 1996 року на вина 2006 і наступних років. Таким чином, усі чотири понижені господарства повернули собі місця в класифікації, які мали раніше але під удар потрапили господарства, які було підвищено у класифікації 2006 року.  
Реакція господарств Grand Corbin-Despagne, Monbousquet, Pavie-Macquin та Troplong Mondot, яких було підвищено у класифікації 2006 року, була не менш бурхливою. Представники «ображених» господарств заявили, що таке рішення несправедливе та наносить шкоду суспільству та репутації Сент-Емільйон. Ксав'є Пар'єнте з господарства Troplong Mondot зокрема сказав: «20 років кропіткої роботи і зусиль зі сторони усіх працівників господарства було знищено одним розчерком пера... Це лякає і змушує вдаватись до революційних дій».
У грудні 2008 року французький сенат дозволив вісьмом пониженим господарствам відновити свій попередній статус. Зокрема, Pavie-Macquin та Troplong Mondot надали статус «Першого гранд крю» у той час як Bellefont-Belcier, Destieux, Fleur-Cardinale, Grand Corbin, Grand Corbin-Despagne, та Monbousquet знову стали класифікуватися як «Гранд крю» після декількох місяців лобіювання. Проте у січні 2009 року це рішення було відкинуто Конституційною радою Французького уряду.
У березні 2009 року було заявлено, що французький апеляційний суд прийняв остаточне рішення, що класифікація вин регіону Сент-Емільйон від 2006 року не буде встановлена. А закон, прийнятий 13 травня 2009 року уточнив, що 6 господарств яких було підвищено у класифікації 2006 року до категорії «Гранд крю» зможуть зберегти свій статус, аналогічно, залишили категорію «Першого гранд крю» за господарствами Pavie-Macquin та Troplong Mondot. Таким чином класифікація 2006 року залишилась такою ж як і класифікація 1996 року за винятком 8 господарств (два з яких отримали статус «Перші гранд крю класу Б», решта шість  — статус «Гранд крю»).

## Класифікація 2006 року

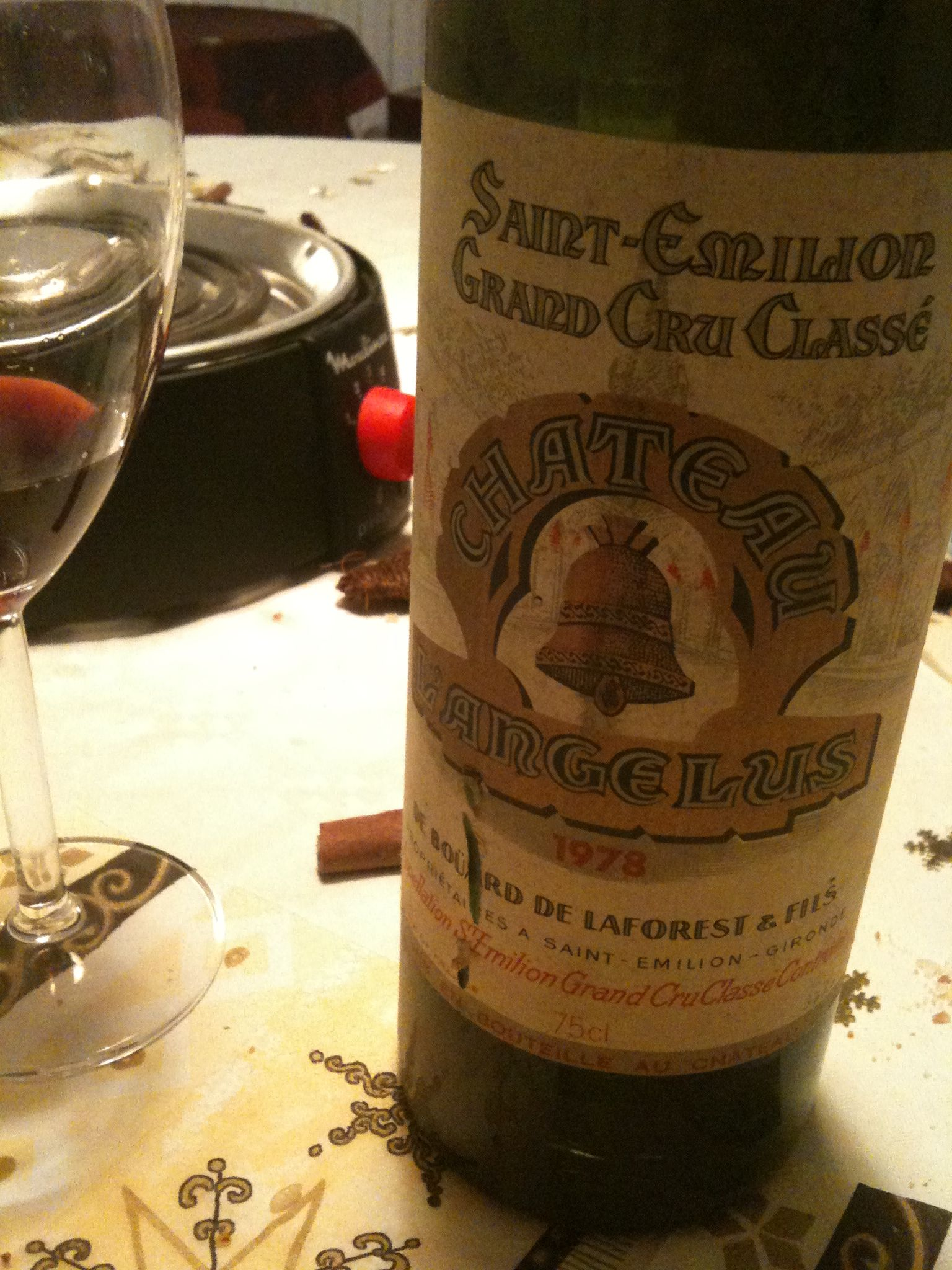
Château Angélus, господарство категорії «Перші гранд крю класу Б».

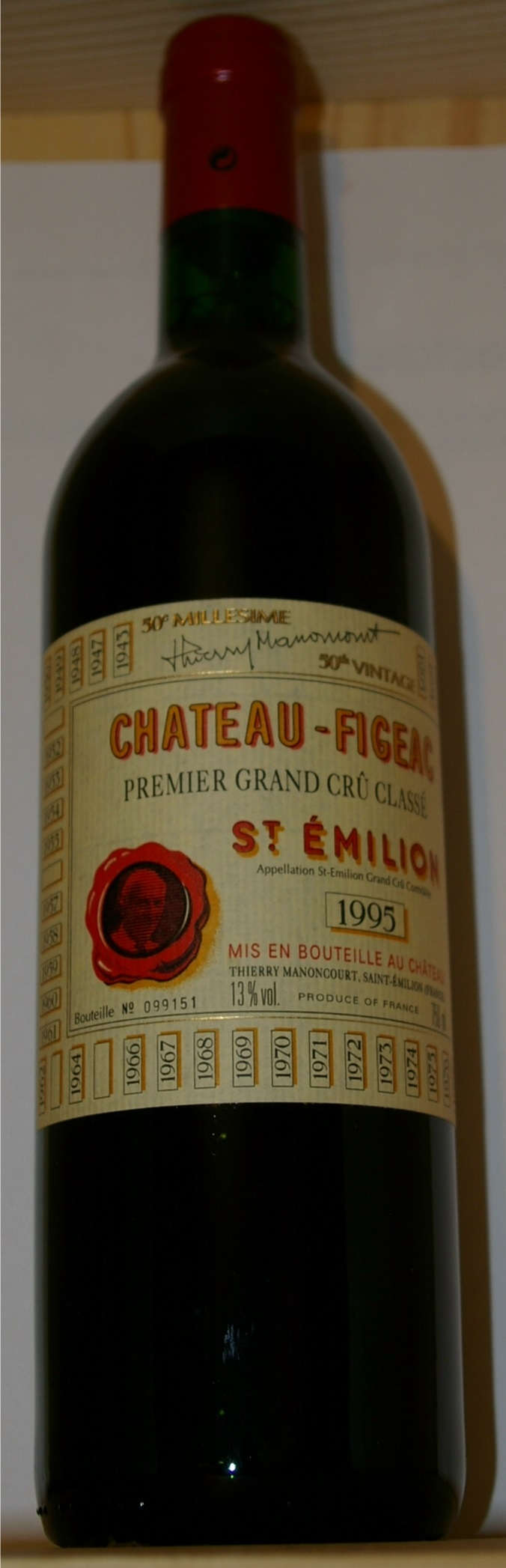
Château Figeac, господарство категорії «Перші гранд крю класу Б».

- 1996: у класифікацію 1996 року включено 13 вин у категорію «Перші гранд крю»;
- 2006: у класифікацію 2006 року включені дві марки в категорію «Перші гранд крю класу Б» та шість марок в категорію «Гранд крю».

### Перші гранд крю класу А (Premiers grands crus classés A)
- Château Ausone
- Château Cheval Blanc

### Перші гранд крю класу Б (Premiers grands crus classés B)
- Château Angélus
- Château Beau-Séjour Bécot
- Château Beauséjour (Duffau-Lagarrosse)
- Château Belair
- Château Canon
- Château Figeac
- Château La Gaffelière
- Château Magdelaine
- Château Pavie
- Château Pavie-Macquin[a]
- Château Troplong-Mondot[a]
- Château Trottevieille
- Clos Fourtet

### Гранд крю (Grands crus classés)
- Château Balestard-La-Tonnelle
- Château Bellefont-Belcier[c]
- Château Bellevue[b]
- Château Bergat
- Château Berliquet
- Château Cadet Bon[b]
- Château Cadet-Piola
- Château Canon-La-Gaffelière
- Château Cap de Mourlin
- Château Chauvin
- Château Clos des Jacobins
- Château Corbin
- Château Corbin-Michotte
- Château Dassault
- Château Destieux[c]
- Château Faurie de Souchard[b]
- Château Fleur-Cardinale[c]
- Château Fonplégade
- Château Fonroque
- Château Franc Mayne
- Château Grand Corbin[c]
- Château Grand Corbin-Despagne[c]
- Château Grand-Mayne
- Château Grand-Pontet
- Château Guadet[b]
- Château Haut Sarpe
- Château Haut-Corbin
- Château La Clotte
- Château La Couspaude
- Château La Dominique
- Château La Marzelle[b]
- Château La Serre
- Château La Tour du Pin Figeac(Giraud-Bélivier) [b]
- Château La Tour-de-Pin-Figeac [b]
- Château La Tour-Figeac
- Château Laniote
- Château Larcis-Ducasse
- Château Larmande
- Château Laroque
- Château Laroze
- Château l'Arrosée
- Château Le Prieuré
- Château Les Grandes Murailles
- Château Matras
- Château Monbousquet[c]
- Château Moulin du Cadet
- Château Pavie-Decesse
- Château Petit Faurie de Soutard[b]
- Château Ripeau
- Château Saint-Georges (Côte Pavie)
- Château Soutard
- Château Tertre Daugay[b]
- Château Villemaurine[b]
- Château Yon Figeac[b]
- Clos Cantenac
- Clos de l'Oratoire
- Clos Saint-Martin
- Couvent des Jacobins

## Інші категорії

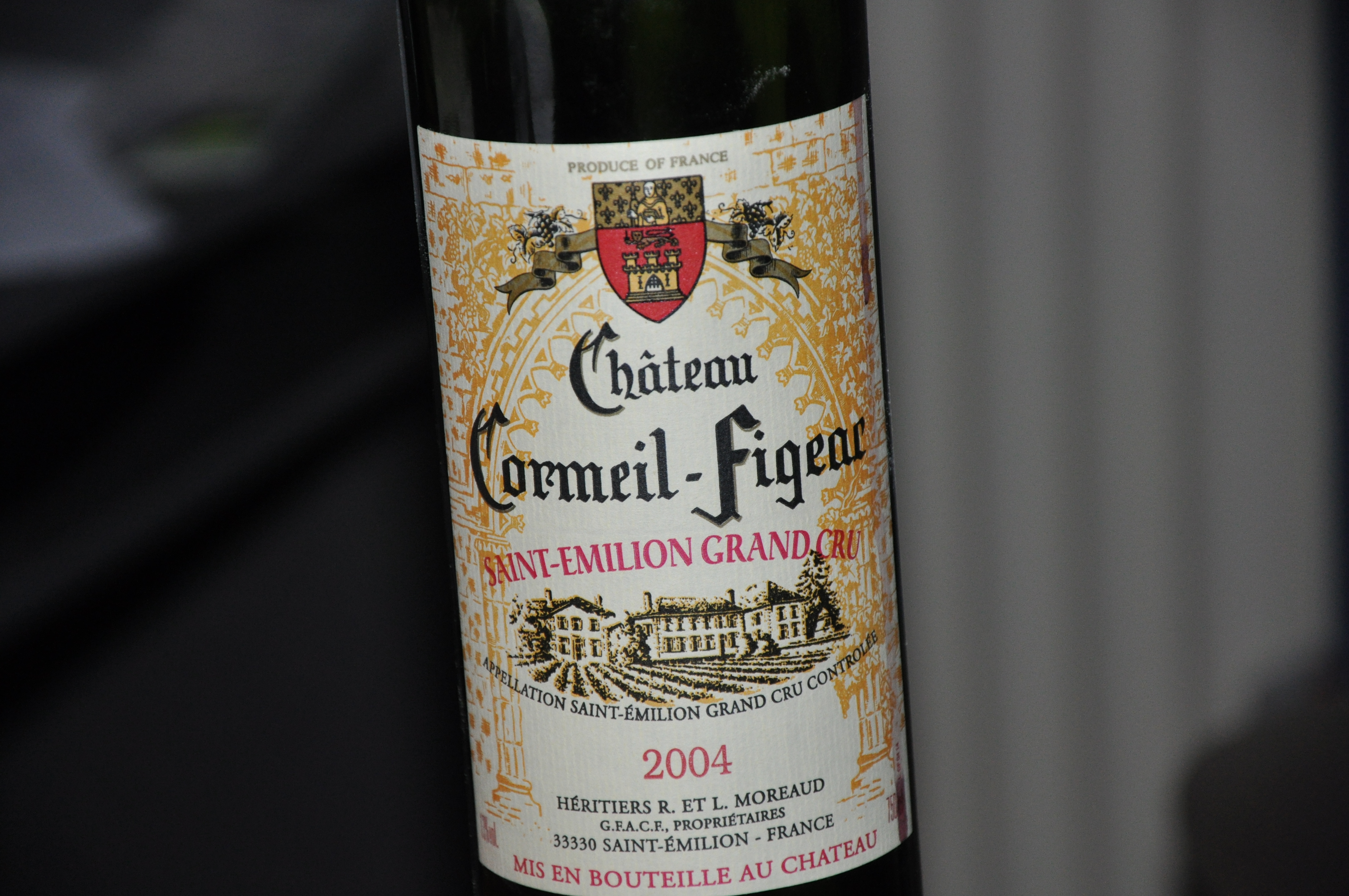
Вино Сент-Емільйону помічене як «Гранд крю», проте відсутнє у класифікації будь-якого апелясьйону.

Понад 200 різновидів вина Сент-Емільйон мають на етикетці напис «Гранд крю» (фр. Grand cru), однак це позначення дозволене правилами найменування і не є частиною офіційної класифікації від 1955 року. Вина у цій категорії не розглядаються і не порівнюються за якістю як категорія «Гранд крю» офіційної класифікації.